# 小行星1075
小行星1075（1075 Helina）是一颗围绕太阳公转的小行星。1926年9月29日，格利果利·N·諾伊明在克里米亚发现了此天体。
該小行星以發現者的兒子赫利·格里戈爾維奇·諾伊明（Helij Grigor'evich Neujmin）命名。
这颗小行星的绝对星等为10.41等。